# Imamat Kaukaski

Flaga Imamatu Kaukaskiego

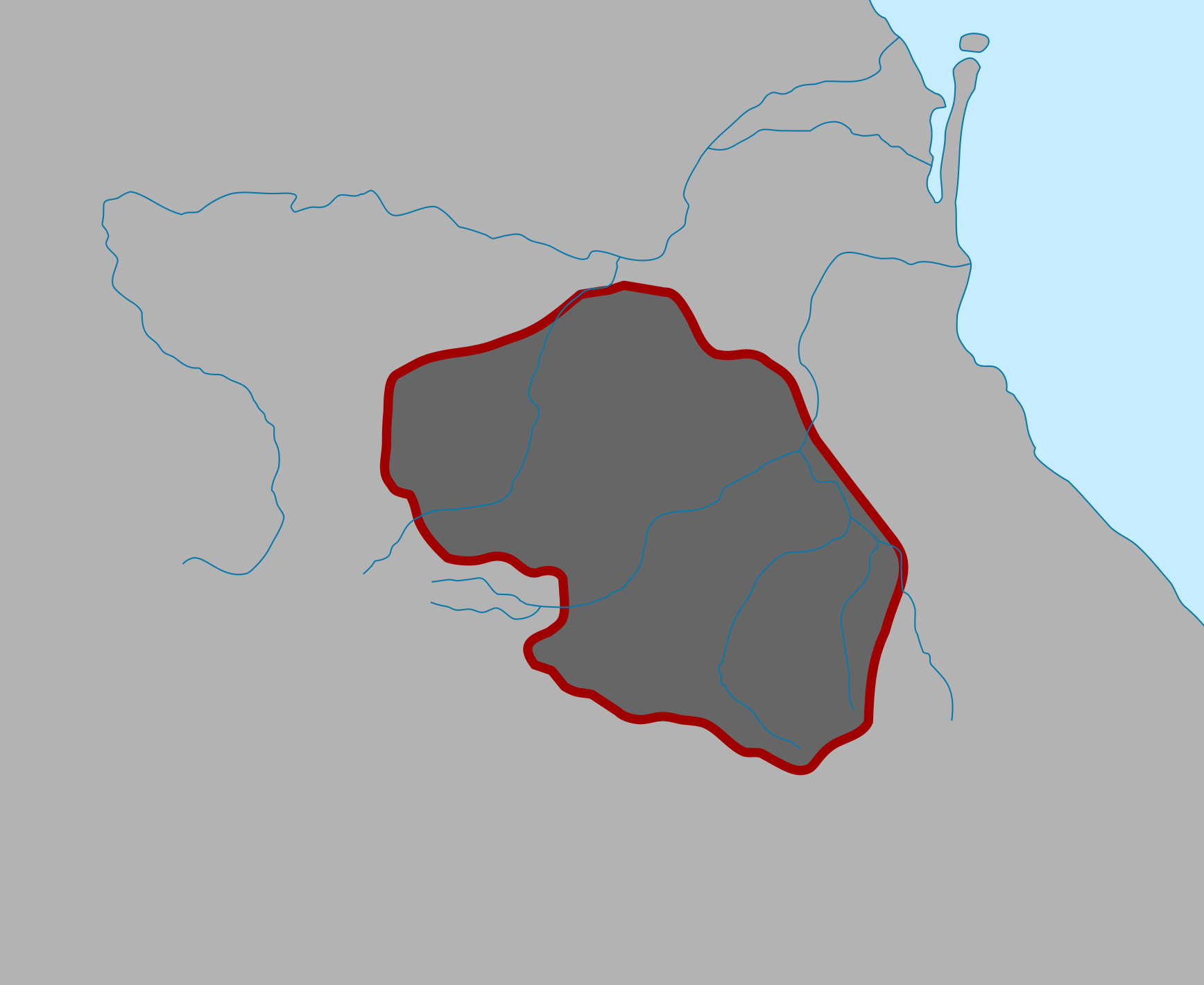
Imamat Kaukaski 1854

Imamat Kaukaski – państwo utworzone przez imamów Dagestanu podczas pierwszej połowy dziewiętnastego wieku na obszarze wschodniego Kaukazu, w celu walki z Rosją.
Imamat został założony w 1828 roku przez Mohammeda Ghazi, którego cztery lata później zastąpił Gazmat-bek. On z kolei w 1834 roku zamordowany został przez bandę, której przewodził Hadżi Murad, zaś władzę przejął imam Szamil. Pod jego przywództwem Imamat osiągnął szczyt potęgi. Obejmował tereny Dagestanu, Czeczenii i część Inguszetii. Szamil rządził imamatem aż do jego upadku w 1859 roku.
Po rewolucji bolszewickiej doszło do próby odtworzenia imamatu. Podjął się tego Najm ad-Din, syn imama Szamila. Rebelia została stłumiona przez bolszewików.